# Dendrortyx
Dendrortyx é um género de ave da família Odontophoridae.

## Espécies
Este género contém as seguintes espécies:
- Dendrortyx barbatus
- Dendrortyx leucophrys
- Dendrortyx macroura